# Эль-Пардо

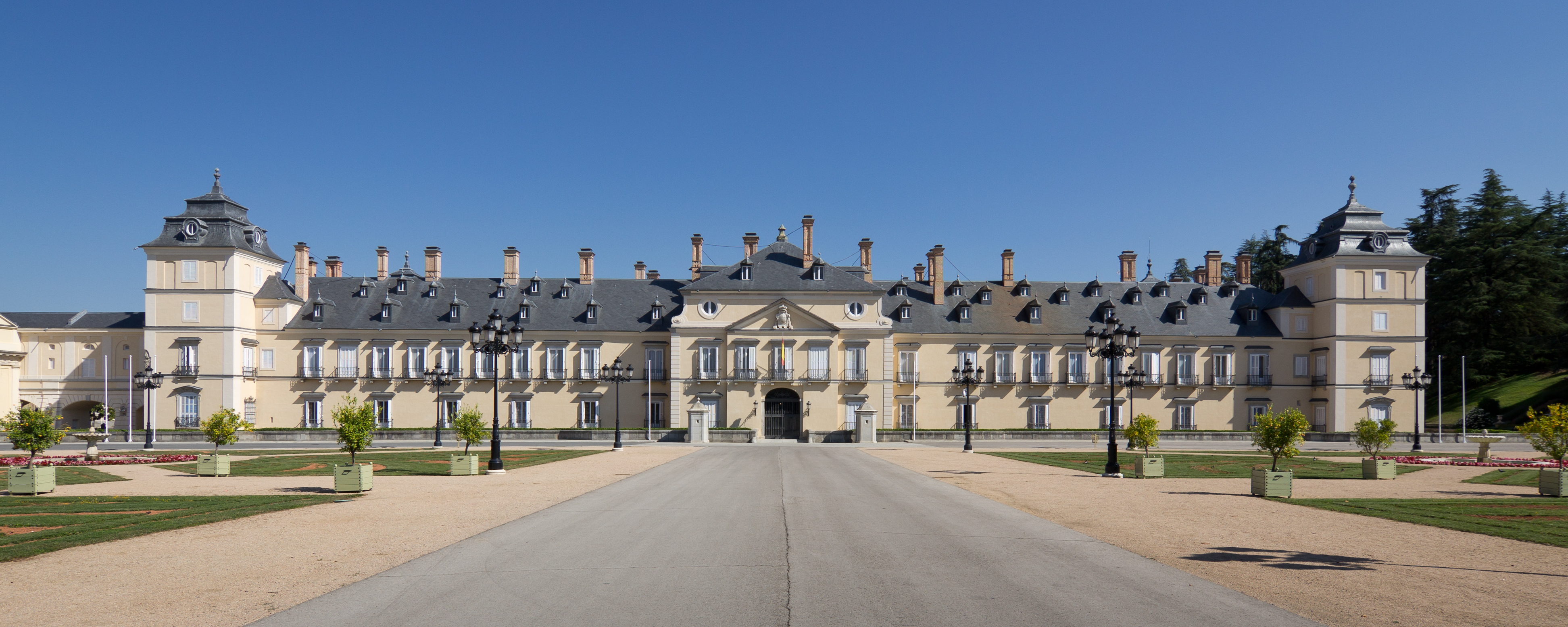
Фасад королевского дворца

Королевский дворец Эль-Пардо (исп. Palacio Real de El Pardo) — небольшая королевская резиденция в Мадриде.

## История
Первой постройкой на холме Эль-Пардо был дом, где в начале XV века останавливался во время охотничьих забав король Энрике III. В XVI веке король Карлос I поручил архитектору Луису де Веге выстроить на этом месте полноценный загородный дворец, который украсил полотнами лучших художников, включая шедевры Тициана. Все они погибли, когда дворец сгорел дотла 13 марта 1604 года.
Существующий дворец построен в XVIII веке по проекту Франческо Сабатини. В XVIII веке здесь были подписаны четыре важных договора между Испанией, Португалией и Великобританией, касающихся их интересов в Южной Америке. В конце XIX века король Альфонсо XII избрал Эль-Пардо для своего проживания, здесь же он и умер.

## При Франко
Эль-Пардо — частная, самая любимая резиденция испанского диктатора Франсиско Франко. Являлась с 50-х годов до самой его смерти (в госпиталь его увезли именно отсюда) местом проживания самого Франко, политическим центром страны и (эпизодически) центром её международной политики, где принимали послов и зарубежных гостей.
В последнее десятилетие жизни уже больного, под конец страдавшего болезнью Паркинсона и множеством других недугов, дворец Эль-Пардо был сосредоточением функционеров «бункера» — реакционеров ближнего окружения и «свиты» диктатора.
При Франко территория дворца была увеличена вдвое за счет возведения второго крыла, во всём повторяющего очертаниями историческое здание. Эль-Пардо представлял собой удобное и соответствовавшее вкусам своего хозяина место для жизни и работы. Во дворце не было библиотеки, зато присутствовал комфортный кинозал. Также здесь находился кабинет Франко.

## Современность
В настоящее время дворец Эль-Пардо используется в Испании как резиденция для приема важных иностранных гостей. Поблизости расположена малая королевская резиденция Сарсуэла.